# Noah Beery Jr.
Noah Beery Jr. född 10 augusti 1913 i New York, död 1 november 1994 i Tehachapi, Kalifornien, var en amerikansk skådespelare.
Han var född i en skådespelarfamilj då hans far Noah Beery Sr. och hans farbror Wallace Beery båda arbetade i yrket. Noah Beery Jr. filmdebuterade som sjuåring. Bland hans första filmer var Zorros märke 1920 där hans far medverkade. Han medverkade frekvent i film på 1930-talet och 1940-talet, oftast i biroller, men ibland också huvudroller i b-filmer. Hans kändaste roll kom först på äldre dagar då han i över 100 avsnitt gjorde rollen som James Rockfords far i deckarserien Rockford tar över på 1970-talet.
För sina insatser som TV-skådespelare har han förärats med en stjärna på Hollywood Walk of Fame vid adress 7047 Hollywood Blvd.

## Filmografi, urval
- 1939 – Endast änglar ha vingar
- 1939 – Möss och människor
- 1941 – Sergeant York
- 1945 – Utan rim och reson
- 1948 – Red River
- 1955 – Den vita fjädern
- 1956 – Främlingen från vidderna
- 1960 – Vad vinden sår
- 1973 – Sheriffen rensar stan